# Papa Vigiliu
Papa Vigiliu (Virgiliu, Virgil) (n.  ?, Roma, Regatul Ostrogot⁠(d) – d. 7 iunie 555 d.Hr., Siracusa, Imperiul Roman de Răsărit) a fost un papă al Romei din 29 martie 537 până la 7 iunie 555.

## Originea
Papa Vigiliu descindea dintre nobilă familia romană, tatăl său era consul, primind acest titlu de la împărat, iar fratele său era senator, după cum ne spune Liber Pontificalis.

## Alegerea
Papa Vigiliu a intrat în serviciul Bisericii Creștine de Apus, fiind hirotonit de diacon în 531, în anul în care clerul roman a decis să aprobe decretul prin care papa își putea determina succesorul pentru scaunul papal. Papa Bonifaciu al II-lea l-a ales pe Vigiliu ca succesor și l-a prezentat clerului întrunit în Bazilica Sf. Petru. Însă opoziția față de o asemenea procedură de desemnare a succesorului în timpul vieții papei a fost mult prea mare și decretul Papei Bonifaciu a eșuat. 
Cel de-al doilea succesor al Papei Bonifaciu, ales și nu desemnat, Papa Agapet I, l-a numit pe Vigiliu reprezentant papal la Constantinopol, astfel Vigiul a plecat spre capitala imperiului roman de răsărit. După moartea Papei Agapet I, Teodora, Împărăteasă bizantină, adeptă a monofizitismului, i-a oferit lui Vigiliu scaunul papal și o sumă de bani prin intermediul generalului Belisarie, iar în schimb Vigiliu trebuia să revoce hotărârile Conciliului de la Calcedon din 451, să le asigure conducătorilor  monofiziților, patriahilor Antim, Teodosie și Sever loialitatea sa. Această loialitate însemna și că trebuia să-l depună pe Antim, fost patriarh al Constantinopolului, destituit de Papa Agapet din cauza că susținea erezia monofizită, în drepturi. Dar toate planurile au fost date peste cap, când a fost ales Papa Silveriu, susținut de Regele ostrogoților, Theodahad. 
Vigiliu a sosit la Roma când generalul Belisarie asedia orașul împotriva goților și i-a înmânat scrisoarea prin care împărăteasa Teodora recomanda ca Vigiliu să fie pus pe Scaunul Papal. Sunt false acuzațiile care spun că generalul Belisarie l-ar fi deposedat pe Papa Silveriu de titlul papal. Oricum, Vigiliu l-a exilat pe fostul papă în insulele Pontine, iar datorită presiunii generalului asupra clerului, Vigiliu a fost ales papă în locul lui Silveriu, consacrat pe 29 martie 527. După moartea Papei Silveriu în închisoarea de pe insula Palmarola din Marea Tireniană, Vigiliu a fost recunoscut ca papă de tot clerul roman.

## Activitatea
Multe din acuzațiile împotriva Papei Vigiliu sunt oarecum nefondate, dar câteva lucruri rămân adevărate, anume că a fost creația împăratului Iustinian și împărătesei Teodora și că a contribuit enorm la decăderea Papei Silveriu. Acest episod care arată cât de mult a decăzut papalitatea are câteva cauze bine determinate, între lupta dintre încercările Constantinopolului de a cuceri Roma și de a-și impune supremația în fața regilor goți care conduceau Italia, între lupta creștinismului apusean cu doctrina monofizită răsăriteană, papalitatea a încercat cu greu să nu fie servitorul puterii laice, însă prin lucrurile pe care le-a făcut vigiliu ca să fie papă, orice opoziție părea să fie stinsă.
Lucrurile au luat însă altă întorsătură când, deși promise, Papa Vigiliu nu l-a repus în drepturi pe Antim, fostul patriah al Constantinopolului, și când a luat  poziție împotriva monofizitismului în 540, trimițând două scrisori, una către Împăratul Iustinian și alta către patriarhul Menas. În ambele scrisorile Papa Vigiliu a susținut pozitiv Conciliile  de la Efes și de la Calcedon, toate deciziile luate de predecesorii Papei Leon cel Mare și acordul cu depunerea patriarhului Antim. 
Câteva dintre alte scrisori scrise de papa în primii ani ai pontificatului său s-au păstrat și ne oferă informații despre intervențiile sale în treburile eclesiastice ale diferitelor țări. Astfel, pe 6 martie 538 a scris episcopului Caesar de Arles în ceea ce privește penitența regelui austrasian Theodobert, fiindcă se căsătorise cu văduva fratelui său. Pe 29 iunie 538, un decret a fost trimis episcopului Profuturus de Braga care conținea deciziile diferitor întrebări asupra disciplinei bisericești. Episcopul Auxanius și succesorul său, Aurelian de Arles, care au intrat în discuție cu papa asupra acordării palium-ului ca însemn al demnității și puterii legatului papal pentru  zona Galiei, ca răspuns, papa a trimis două scrisori adecvate problemei celor doi episcopi. 

## Conflictul cu împăratul bizantin Iustinian
Între timp, o nouă dificultate dogmatică s-a dezvoltat la Constantinopol, lucru ce i-a dat papei multe ore de amărăciune. În 543 împăratul Iustinian a dat un decret prin care condamna diferite erezii ale lui Origen, decretul a fost trimis apoi de patriarhii răsăriteni, pentru a fi semnat de papa Vigiliu. În direcția gândurilor lui Iustinian împotriva lui Origen, Theodore Askidas, episcop de Cezareea în Cappadocia, și-a îndreptat atenția asupra faptului condamnării deferitor reprezentanți a Școlii din Antiohia care a învins Nestorianismul, lucru ce ar fi făcut unirea monofizismului mult mai ușor. Împăratul, aflat sub presiunea de a forța victoria monofiziților, a fost de acord cu această propunere și în 543 sau 544 a emis un nou edict care condamna "Cele Trei Capitole". 
Patriarhii și episcopii răsăriteni au semnat condamnarea "Cele Trei Capitole". În Vestul Europei, procedura a fost considerată nejustificată și periculoasă, pentru că ea putea să detracte importanța Conciliului de la Calcedon. Papa Vigiliu a refuzat să recunoască edictul imperial și a fost chemat la Constantinopol de Iustinian, ca să soluționeze problema în cadrul unui sinod. După Liber Pontificalis, pe 20 noiembrie, când papa celebra sărbătoarea Sf. Cecilia în Biserica Sf. Cecilia din Tratesvere, și înainte ca celebrarea să se fi încheiat, i s-a ordonat de către oficialul imperial, Anthimus, să înceapă călătoria spre Constantinopol. Papa a fost luat imediat pe o corabie care aștepta pe Tibru cu ordinul de a fi dus în capitala răsăriteană, unde o parte din populație l-a blestemat pe papă. Roma a fost asediată de goți, astfel încât Totila și locuitorii trăiau în cea mai mare mizerie. Vigiliu a trimis o corobie de grâne, ca să ajute Roma, dar a fost capturată de inamici. Dacă povestea relatată în Liber Pontificalis este adevărată, papa probabil a părăsit Roma pe 22 Noiembrie 545. Papa Vigiliu a rămas pentru mult timp în sicilia și a ajuns la Constantinopol aproape de sfârșitul anului 546 sau în ianuarie 547.

## Reconcilierea și decesul
Vigiliu a cătat să-l convingă pe împărat să trimită ajutor locuitorilor Romei și Italiei, care erau presați de constrânți de goți.
Interesul major a lui Iustinian era însă asupra condamnării "Cele Trei Capitole" și a avut mult de suferit, fiindcă Vigiliu nu era gata să facă concesii în acest punct de vedere. În final, Papa a recunoscut printr-o scrisoare pe 8 decembrie 553 trimisă patriarhului Eutychius, deciziile celui de-al doilea Conciliu de la Constantinopol și și-a declarat hotărârea în detaliu într-o constituție pe 26 februarie 554. Aceasta a fost sfârșitul unei dureroase residențe din timpul acestor ani la Constantinopol, care a fost posibilă numai după o prealabilă înțelegere cu împăratul. Începutul întoarcerii la Roma a fost odată cu primăvară 555, dar în timpul călătoriei papa Vigiliu a murit la Siracusa. Trupul său a fost adus la Roma și a fost îngropat în Basilica lui Silvestru lângă Catacomba Priscillei de pe Via Salaria.